# Isotopen van bohrium
Het chemisch element bohrium (Bh), met een atoommassa van 262,1229 u, bezit geen stabiele isotopen en wordt dus geclassificeerd als radioactief element. De 11 radio-isotopen zijn onstabiel en hebben een relatief korte halfwaardetijd (de meeste minder dan een seconde).
In de natuur komt geen bohrium voor: alle isotopen zijn synthetisch bereid in een laboratorium. De eerste synthetische isotoop was 262Bh, in 1981.
De kortstlevende isotoop van bohrium is 260Bh, met een halfwaardetijd van ongeveer 0,3 milliseconden. De langstlevende is 274Bh, met een halfwaardetijd van 0,9 minuten.

## Overzicht
| Nuclide | Z (p)             | N (n)             | Isotopische massa (u) | Halveringstijd | Radioactief verval                                                                  | Kernspin |
| Nuclide | Excitatie-energie | Excitatie-energie | Excitatie-energie     | Halveringstijd | Radioactief verval                                                                  | Kernspin |
| ------- | ----------------- | ----------------- | --------------------- | -------------- | ----------------------------------------------------------------------------------- | -------- |
| 260Bh   | 107               | 153               | 260,12197(62)         | 0,3 ms         | {\displaystyle {\ce {{^{260}_{107}Bh}->{^{256}_{105}Db}+\,_{2}^{4}\alpha }}}        |          |
| 261Bh   | 107               | 154               | 261,12166(25)         | 13(4) ms       | {\displaystyle {\ce {{^{261}_{107}Bh}->{^{257}_{105}Db}+\,_{2}^{4}\alpha }}} (95%)  |          |
| 261Bh   | 107               | 154               | 261,12166(25)         | 13(4) ms       | SS (5%)                                                                             |          |
| 262Bh   | 107               | 155               | 262,12289(37)         | 290(160) ms    | {\displaystyle {\ce {{^{262}_{107}Bh}->{^{258}_{105}Db}+\,_{2}^{4}\alpha }}} (80%)  |          |
| 262Bh   | 107               | 155               | 262,12289(37)         | 290(160) ms    | SS (20%)                                                                            |          |
| 262mBh  | 300(60) keV       | 300(60) keV       | 300(60) keV           | 14(4) ms       | {\displaystyle {\ce {{^{262m}_{107}Bh}->{^{258}_{105}Db}+\,_{2}^{4}\alpha }}} (70%) |          |
| 262mBh  | 300(60) keV       | 300(60) keV       | 300(60) keV           | 14(4) ms       | SS (30%)                                                                            |          |
| 264Bh   | 107               | 157               | 264,1246(3)           | 1,3(5) s       | {\displaystyle {\ce {{^{264}_{107}Bh}->{^{260}_{105}Db}+\,_{2}^{4}\alpha }}}        |          |
| 264Bh   | 107               | 157               | 264,1246(3)           | 1,3(5) s       | SS (zelden)                                                                         |          |
| 265Bh   | 107               | 158               | 265,12515(41)         | 0,9 s          | {\displaystyle {\ce {{^{265}_{107}Bh}->{^{261}_{105}Db}+\,_{2}^{4}\alpha }}}        |          |
| 266Bh   | 107               | 159               | 266,12694(22)         | 5(3) s         | {\displaystyle {\ce {{^{266}_{107}Bh}->{^{262}_{105}Db}+\,_{2}^{4}\alpha }}}        |          |
| 267Bh   | 107               | 160               | 267,12765(28)         | 22(10) s       | {\displaystyle {\ce {{^{267}_{107}Bh}->{^{263}_{105}Db}+\,_{2}^{4}\alpha }}}        |          |
| 270Bh   | 107               | 163               | 270,13362(50)         | 30 s           | {\displaystyle {\ce {{^{270}_{107}Bh}->{^{266}_{105}Db}+\,_{2}^{4}\alpha }}}        |          |
| 271Bh   | 107               | 164               | 271,13518(60)         | 40 s           | {\displaystyle {\ce {{^{271}_{107}Bh}->{^{267}_{105}Db}+\,_{2}^{4}\alpha }}}        |          |
| 272Bh   | 107               | 165               | 272,13803(65)         | 10 s           | {\displaystyle {\ce {{^{272}_{107}Bh}->{^{268}_{105}Db}+\,_{2}^{4}\alpha }}}        |          |
| 274Bh   | 107               | 167               | 274,14244(84)         | 0,9 min        | {\displaystyle {\ce {{^{274}_{107}Bh}->{^{270}_{105}Db}+\,_{2}^{4}\alpha }}}        |          |

## Overzicht van isotopen per element
|             | 1           |             |                                              |                                              |                                              |                                              |                                              |                                              |                                              |                                              |                                              |                                              |    |    |    |    |    | 18 |
| 1           | H           | 2           | Periodiek systeem                            | Periodiek systeem                            | Periodiek systeem                            | Periodiek systeem                            | Periodiek systeem                            | Periodiek systeem                            | Periodiek systeem                            | Periodiek systeem                            | Periodiek systeem                            | Periodiek systeem                            | 13 | 14 | 15 | 16 | 17 | He |
| 2           | Li          | Be          | De links verwijzen naar isotopen per element | De links verwijzen naar isotopen per element | De links verwijzen naar isotopen per element | De links verwijzen naar isotopen per element | De links verwijzen naar isotopen per element | De links verwijzen naar isotopen per element | De links verwijzen naar isotopen per element | De links verwijzen naar isotopen per element | De links verwijzen naar isotopen per element | De links verwijzen naar isotopen per element | B  | C  | N  | O  | F  | Ne |
| 3           | Na          | Mg          | 3                                            | 4                                            | 5                                            | 6                                            | 7                                            | 8                                            | 9                                            | 10                                           | 11                                           | 12                                           | Al | Si | P  | S  | Cl | Ar |
| 4           | K           | Ca          | Sc                                           | Ti                                           | V                                            | Cr                                           | Mn                                           | Fe                                           | Co                                           | Ni                                           | Cu                                           | Zn                                           | Ga | Ge | As | Se | Br | Kr |
| 5           | Rb          | Sr          | Y                                            | Zr                                           | Nb                                           | Mo                                           | Tc                                           | Ru                                           | Rh                                           | Pd                                           | Ag                                           | Cd                                           | In | Sn | Sb | Te | I  | Xe |
| 6           | Cs          | Ba          | ↓                                            | Hf                                           | Ta                                           | W                                            | Re                                           | Os                                           | Ir                                           | Pt                                           | Au                                           | Hg                                           | Tl | Pb | Bi | Po | At | Rn |
| 7           | Fr          | Ra          | ↓↓                                           | Rf                                           | Db                                           | Sg                                           | Bh                                           | Hs                                           | Mt                                           | Ds                                           | Rg                                           | Cn                                           | Nh | Fl | Mc | Lv | Ts | Og |
|             |             |             |                                              |                                              |                                              |                                              |                                              |                                              |                                              |                                              |                                              |                                              |    |    |    |    |    |    |
| Lanthaniden | Lanthaniden | Lanthaniden | La                                           | Ce                                           | Pr                                           | Nd                                           | Pm                                           | Sm                                           | Eu                                           | Gd                                           | Tb                                           | Dy                                           | Ho | Er | Tm | Yb | Lu |    |
| Actiniden   | Actiniden   | Actiniden   | Ac                                           | Th                                           | Pa                                           | U                                            | Np                                           | Pu                                           | Am                                           | Cm                                           | Bk                                           | Cf                                           | Es | Fm | Md | No | Lr |    |

260Bh · 261Bh · 262Bh · 262mBh · 263Bh · 264Bh · 265Bh · 266Bh · 267Bh · 268Bh · 269Bh · 270Bh · 271Bh · 272Bh · 273Bh · 274Bh · 275Bh